# Gobierno Stauning I
El primer gobierno de Stauning fue el gobierno de Dinamarca desde el 23 de abril de 1924 hasta el 14 de diciembre de 1926. Fue el primer gobierno de los socialdemócratas.

## Lista de ministros
El gabinete estuvo conformado por:
| Ministerio                                           | Ministro               | Partido | Partido          | Inicio              | Término                 |
| ---------------------------------------------------- | ---------------------- | ------- | ---------------- | ------------------- | ----------------------- |
| Primer Ministro y Ministro de Industria y Navegación | Thorvald Stauning      |         | Socialdemócratas | 23 de abril de 1924 | 14 de diciembre de 1926 |
| Ministro de Asuntos Exteriores                       | Carl Moltke            |         | Independiente    | 23 de abril de 1924 | 14 de diciembre de 1926 |
| Ministro de Hacienda                                 | Carl Valdemar Bramsnæs |         | Socialdemócratas | 23 de abril de 1924 | 14 de diciembre de 1926 |
| Ministro de Defensa                                  | Laust Rasmussen        |         | Socialdemócratas | 23 de abril de 1924 | 14 de diciembre de 1926 |
| Ministro de Asuntos Religiosos                       | Peter Dahl             |         | Socialdemócratas | 23 de abril de 1924 | 14 de diciembre de 1926 |
| Ministra de Educación                                | Nina Bang              |         | Socialdemócratas | 23 de abril de 1924 | 14 de diciembre de 1926 |
| Ministro de Justicia                                 | Karl Kristian Steincke |         | Socialdemócratas | 23 de abril de 1924 | 14 de diciembre de 1926 |
| Ministro del Interior                                | Christen Nielsen Hauge |         | Socialdemócratas | 23 de abril de 1924 | 14 de diciembre de 1926 |
| Ministro de Obras Públicas                           | Johannes Friis-Skotte  |         | Socialdemócratas | 23 de abril de 1924 | 14 de diciembre de 1926 |
| Ministro de Agricultura                              | Kristen Bording        |         | Socialdemócratas | 23 de abril de 1924 | 14 de diciembre de 1926 |
| Ministro de Asuntos Sociales                         | Frederik Borgbjerg     |         | Socialdemócratas | 23 de abril de 1924 | 14 de diciembre de 1926 |